# Gina Linetti
 (août 2024).
Si vous disposez d'ouvrages ou d'articles de référence ou si vous connaissez des sites web de qualité traitant du thème abordé ici, merci de compléter l'article en donnant les références utiles à sa vérifiabilité et en les liant à la section « Notes et références ».
Reggina Linetti, dite Gina Linetti, est un personnage de fiction apparaissant dans la série télévisée américaine Brooklyn Nine-Nine, interprété par l'actrice Chelsea Peretti et doublé en version française par Patricia Piazza.

## Biographie
Gina Linetti est la fille de Darlene Linetti, employée dans une agence de voyages. Elle travaille d'abord comme secrétaire à la Brigade du 99e district, dans le quartier de Brooklyn, à New York, puis deviendra l'assistante personnelle du capitaine Ray Holt. Elle adore écouter de la musique, s'admirer dans son miroir et est une passionnée de danse. Lorsque le nouveau capitaine Ray Holt fait son apparition au commissariat, elle est la première personne à découvrir son homosexualité. Elle lui parlera d'ailleurs du pari entre Amy Santiago et Jake Peralta. Malgré son côté doux et innocent, elle a un caractère bien trempé et sait se faire respecter par ses pairs. Elle est, en plus, douée pour remettre son entourage à sa place.
Jake et elle sont amis d'enfance et fréquentaient la même école. Ils se rendaient ensemble chez la grand-mère de ce dernier après les cours. C'est d'ailleurs grâce à lui qu'elle travaille à la Brigade. Lorsqu'Amy et Rosa sont chargées de recruter des jeunes, elle se propose de les aider, mais les deux femmes rejettent sa demande. Réalisant leur erreur, ses deux collègues acceptent finalement son aide. Grâce à sa passion et à l'énumération des avantages d'un policier, 8 jeunes sont inscrits au programme. Réalisant son potentiel, le capitaine l'engage comme assistante personnelle. Dans l'épisode Le faucon d'ébène, elle est victime de cambriolage dans son appartement. Amy et Rosa mènent l'enquête en suivant la procédure, mais cela ne donne rien. Déçue, elle décide de déposer plainte contre ses deux collègues auprès du capitaine Holt. Diaz et Santiago repassent à son appartement et renforcent sa sécurité en changeant les verrous. Plus tard, elle propose à Jake de racheter l'appartement de sa grand-mère, lorsque celui-ci se retrouve en situation précaire à la suite de dettes (pour l'assurance de sa voiture). Réticent au début, Jake accepte finalement son offre, et en échange, elle lui lègue son appartement. Lorsque Charles sombre dans la dépression, à la suite de sa rupture avec Viviane Ludley, elle se rapproche de lui et ils entretiennent des relations intimes. Découverts par Jake et Amy, elle décide de rompre avec Charles. Elle fait également partie d'un groupe de danse appelé Florgasme, mais les filles de son groupe la virent à cause de ses 8 absences à la répétition, car elle révise l'astronomie pour obtenir sa licence.  
Un soir, Lynn et Darlene (le père de Charles et sa mère) font connaissance dans un hôtel et tombent amoureux l'un de l'autre. Après quelques jours, les deux tourtereaux se marient, Gina et Charles devant désormais entretenir une relation familiale. À la fin de la saison 2, Ray Holt est transféré au service des relations publiques en tant que directeur et Gina décide de l'accompagner. Grâce à Jake, le capitaine Holt fait son retour à la Brigade lors de la saison suivante, et Gina fait une entrée surprise pour son retour. Après que Charles ait rencontré Geneviève et commencé une relation sérieuse avec cette dernière, il veut aider Gina à rencontrer quelqu'un. Il lui présente Léo (dont le pseudonyme était Nadia), qui n'est autre que le frère aîné de Geneviève. mais Gina ne semble pas intéressée. Cependant, elle finit par changer d'avis et accepte de lui donner une chance. 
Lors de la saison 4, Gina accompagne les autres membres de la Brigade pour aider Jake et le capitaine Holt, en infiltration depuis 6 mois à Coral Palms, en Floride, pour piéger Phyguis, le chef de réseau du trafic de drogues que les deux hommes ont démantelé, ainsi que ses complices. Elle entretient une relation amoureuse avec Milton, un des cousins de Charles, et tombe enceinte de ce dernier. Elle assiste au procès de Jake et Rosa, tous deux accusés de vol aggravé, et les deux policiers sont condamnés à 15 ans de prison.
Gina réapparaît dans la saison 5 quelques mois après la naissance de sa fille : Enigma. Elle reste à la brigade tout en créant son entreprise d'aide aux animaux. Après mûre réflexion, elle prend la décision de quitter définitivement la Brigade pour se lancer dans une carrière d'artiste. Elle fait une apparition dans Retour du Roi (saison 6), où elle est devenue célèbre. Puis, elle apparaît en tant que Guest Star dans le dernier épisode de la série.